# Eidgenössisches Sängerfest 1852
Das 5. Eidgenössische Sängerfest fand am 11. und 12. Juli 1852 in Basel statt. Insgesamt nahmen 1400 Sänger in 40 Vereinen teil, ausserdem mit der Société chorale de Strasbourg erstmals ein Gastverein aus Frankreich.
Organisiert wurde das Fest vom 1826 gegründeten Basler Männerchor. Die Gesangsaufführungen wurden im Basler Münster durchgeführt.
Als Festpräsident fungierte der nachmalige Bundesrichter Karl Johann Brenner. Präsident des Preisgerichts war der Komponist Franz Xaver Schnyder von Wartensee, Festdirektor der Gesamtaufführung war der Basler Dirigent Ernst Reiter.

## Rangliste
- 1. Preis: Sängerverein Harmonie Zürich
- 2. Preis: Männerchor Frohsinn St. Gallen
- 3. Preis: Berner Liedertafel